# اوریوتو
اوریوتو (به اسپانیایی: Orito) یک سکونتگاه مسکونی در کلمبیا است که در بخش پوتومایو واقع شده‌است.